# Varzaqan
Varzaqan (em persa: ورزقان) é uma cidade no Distrito Central do Condado de Varzaqan província do Azerbaijão Oriental, Irã, servindo como capital do condado e do distrito. É também o centro administrativo para o Ozomdel-e Jonubi Rural District.
No censo de 2006, sua população era de 3 549 em 930 famílias. O censo seguinte, em 2011, contou 5 385 pessoas em 1 392 famílias. O censo mais recente, em 2016, mostrou uma população de 5 348 pessoas em 1 401 famílias.
A cidade é famosa pela Mina de cobre de Sungun, a 25 quilômetros do centro da cidade, que estima-se possuir 3% das reservas conhecidas de cobre do mundo.[carece de fontes?]
Em 19 de maio de 2024, um acidente de helicóptero ocorreu perto da cidade, matando o presidente iraniano Ebrahim Raisi, o ministro das Relações Exteriores Hossein Amir-Abdollahian e outros.

## Marco histórico
A inscrição em cuneiforme na vila de Saqandel é o monumento histórico mais famoso da região.

## Terremotos
A área está sujeita a terremotos, e em 2012 várias pessoas foram mortas quando um par de terremotos (magnitudes 6,4 e 6,3) atingiu a região na tarde de 11 de agosto.

## Economia
A agricultura é a ocupação predominante nas áreas rurais. A região produz maçã, pera, cereja, noz e damasco. Recentemente, árvores de abeto foram plantadas como o início de uma indústria florestal. A criação de peixes de água fria também foi iniciada.
Varzaqan é um centro de mineração de metais básicos, bem como de ouro. A mina de cobre de Sungun é agora a maior mina de cobre no noroeste do Irã. O depósito em si é um dos maiores depósitos de cobre do mundo. Há minas de ouro próximas em Sharafabad, Hyzjan, Tshkhsrv, Astrgan, Andaryan e Myvhrvd.